# Valleiry
Valleiry település Franciaországban, Haute-Savoie megyében. Lakosainak száma 5090 fő (2022. január 1.). Valleiry Chênex, Dingy-en-Vuache, Viry és Vulbens községekkel határos.

## Népesség
A település népessége az elmúlt években az alábbi módon változott:
| Lakosok száma | 3835 | 4360 | 4620 | 4697 | 4866 | 4935 | 4907 | 4916 | 5090 |
|               | 2013 | 2015 | 2016 | 2017 | 2018 | 2019 | 2020 | 2021 | 2022 |